# Ernesto Tubía
Ernesto Tubía Landeras (Haro, La Rioja, 13 de febrero de 1975) es un escritor español residente en Logroño, ganador de numerosos premios literarios, habiéndose consolidado como uno de los más prolíficos escritores de relato corto y uno de los que más premios cuentan en su haber dentro del panorama literario español.

## Biografía
Ernesto Tubía, escritor de relato y novela corta, desde el año 2005 comienza a enviar sus obras a diferentes concursos literarios, a fin de darles visibilidad. Actualmente, cuenta es su haber con más de trescientos cincuenta premios literarios en el ámbito del relato corto, lo que le convierte en uno de los escritores de relato más premiados de España. Además, ha obtenido una decena de premios en novela, como el "Princesa Galiana" en Toledo, el "Castillo-Puche" en Yecla, el "Otoño de Chiva" o el Ciudad de Tíjola. En relato ha obtenido premios en certámenes como: "Ciudad de Tudela", "Café Compás" en Valladolid, "Una historia con Renault", "Ciudad de Mula", "Villa de Iniesta", "Elena Soriano" en Suances, "Villa de Mendavia", "Pablo de Olavide" en La Luisiana, "Esteban Manuel de Villegas" de Nájera en los años 2007, 2012 y 2021, "Letras Riojanas", Manuel Bretón de los Herreros de Quel en diez ocasiones, "Relatos con zapatos en Arnedo", "Villa de Binéfar", el "Isabel Agüera" en Villa del Río o el organizado por el Ecoparque de Trasmiera, entre muchos otros.
Es colaborador habitual de algunas publicaciones como Fábula, Turismo rural, los libros locales de las fiestas de Haro, donde también ha ejercido como pregonero en las fiestas en honor a la Virgen de la Vega en el 2013, y colabora con la revista Belezos, que publica el Instituto de Estudios Riojanos, con artículos sobre tradiciones culturales de La Rioja. 
Es columnista de opinión del Diario La Rioja desde el 2023.

## Inicios
Descendiente de una familia de Quiosqueras en Haro (La Rioja), donde su apellido regentó un quiosco en la calle Víctor Pradera durante más de cincuenta años, pasó toda su infancia entre tebeos, libros y novelas del oeste. Ese hecho y las horas pasadas en el quiosco, primero en compañía de su abuela y más tarde de su madre, hizo que en él creciera la pasión por la literatura. Fue un lector precoz que, sin embargo, al cruzar la adolescencia procrastinó su deseo por convertirse en escritor. Más tarde, superada la tercera década de edad, aunque nunca perdió el hábito de lectura, sí retoma la escritura y comienza a enviar sus escritos a diversos concursos. El hecho de ganar en los primeros años galardones de prestigio como el Villa de Iniesta, Esteban Manuel de Villegas de Nájera, el Villa de San Esteban de Gormaz o el Álvaro De Luna de relato histórico, en Cañete (Cuenca), hace que su confianza crezca y pase al campo de la novela corta, donde ha seguido consiguiendo numerosos premios.